# Michael Irvin
Michael Jerome Irvin, född 5 mars 1966 i Fort Lauderdale i Florida, är en amerikansk före detta utövare av amerikansk fotboll som tillbringade elva säsonger i proffsligan National Football League (NFL). Han spelade som wide receiver för Dallas Cowboys mellan 1988 och 1999. Irvin var tillsammans med Troy Aikman och Emmitt Smith stora anledningar till att Cowboys kunde etablera en dynasti under första halvan av 1990-talet och vinna tre Super Bowl på fyra säsonger (1992–1995).
Han spelade även för Miami Hurricanes när han studerade på University of Miami mellan 1985 och 1987. Irvin blev draftad av Cowboys i 1988 års NFL-draft som elfte spelare totalt. 2007 blev han invald till Pro Football Hall of Fame.